# Masters of Sex
Masters of Sex è una serie televisiva statunitense di genere drammatico creata da Michelle Ashford e trasmessa dal 29 settembre 2013 al 13 novembre 2016 sul canale via cavo Showtime per un totale di quattro stagioni. È basata sulla biografia di Thomas Maier Masters of Sex - La vera storia di William Masters e Virginia Johnson, la coppia che ha insegnato il sesso all'America (Masters of Sex: The Life and Times of William Masters and Virginia Johnson).
La serie ha come protagonisti Michael Sheen e Lizzy Caplan, che interpretano i reali pionieri dello studio della sessualità umana, il sessuologo William Masters e la psicologa Virginia Johnson, narrando le loro vite e le ricerche che hanno segnato la rivoluzione sessuale.

## Trama
Negli Stati Uniti d'America a cavallo fra gli anni cinquanta e sessanta, William Masters, un brillante scienziato non più in contatto con i propri sentimenti, sceglie come sua aiutante Virginia Johnson, una psicologa e madre single in anticipo sui tempi, per condurre uno studio controverso riguardo alla fisiologia sessuale umana esaminando atti sessuali compiuti da volontari. 
Assecondati nel progetto da Betty, una prostituta, e dai dottori Austin Langham ed Ethan Haas, questi pionieri insegnano a se stessi e all'America come godersi il sesso e scoprire senza sensi di colpa le meraviglie dell'intimità.

## Episodi
La prima stagione è stata trasmessa in prima visione assoluta sul canale Showtime dal 29 settembre al 15 dicembre 2013, la seconda dal 13 luglio al 28 settembre 2014, la terza dal 12 luglio al 27 settembre 2015, la quarta e ultima dall'11 settembre al 13 novembre 2016.
In Italia, la prima stagione è stata trasmessa su Sky Atlantic dal 9 giugno all'11 agosto 2014, la seconda dal 5 agosto al 7 ottobre 2015, la terza dall'11 luglio al 26 settembre 2016, la quarta e ultima dall'8 febbraio all'8 marzo 2017. In chiaro la serie va in onda dal 2 luglio 2019 su Cielo.
| Stagione         | Episodi | Prima TV USA | Prima TV Italia |
| ---------------- | ------- | ------------ | --------------- |
| Prima stagione   | 12      | 2013         | 2014            |
| Seconda stagione | 12      | 2014         | 2015            |
| Terza stagione   | 12      | 2015         | 2016            |
| Quarta stagione  | 10      | 2016         | 2017            |

## Personaggi e interpreti

### Personaggi principali
- William "Bill" Masters (stagioni 1-4), interpretato da Michael Sheen e doppiato da Alessio Cigliano.
Primario di ginecologia in un ospedale universitario del Missouri, intraprende una ricerca sulla fisiologia del sesso.
- Virginia "Gini" Eshelman Johnson (stagioni 1-4), interpretata da Lizzy Caplan e doppiata da Francesca Fiorentini.
Una psicologa molto attraente dotata di una femminilità conturbante, con due ex mariti e due figli avuti con il secondo marito, viene assunta da Bill come aiutante e collaboratrice per le sue ricerche.
- Elizabeth "Libby" Masters (stagioni 1-4), interpretata da Caitlin Fitzgerald e doppiata da Valentina Mari.
È la moglie di Bill, una donna gentile. Intraprende una relazione con Robert Franklin, un uomo afroamericano.
- Austin Langham (stagioni 1-2, ricorrente stagioni 3-4), interpretato da Teddy Sears e doppiato da Andrea Lavagnino.
È un medico dell'ospedale arruolato nella ricerca.
- Ethan Haas (stagione 1, guest star stagione 2), interpretato da Nicholas D'Agosto e doppiato da Francesco Venditti.
È il pupillo di Bill, innamorato perso di Virginia.
- Betty Dimello (ricorrente stagione 1, stagioni 2-4), interpretata da Annaleigh Ashford e doppiata da Alessandra Chiari.
È una prostituta che aiuta Bill nelle sue ricerche.

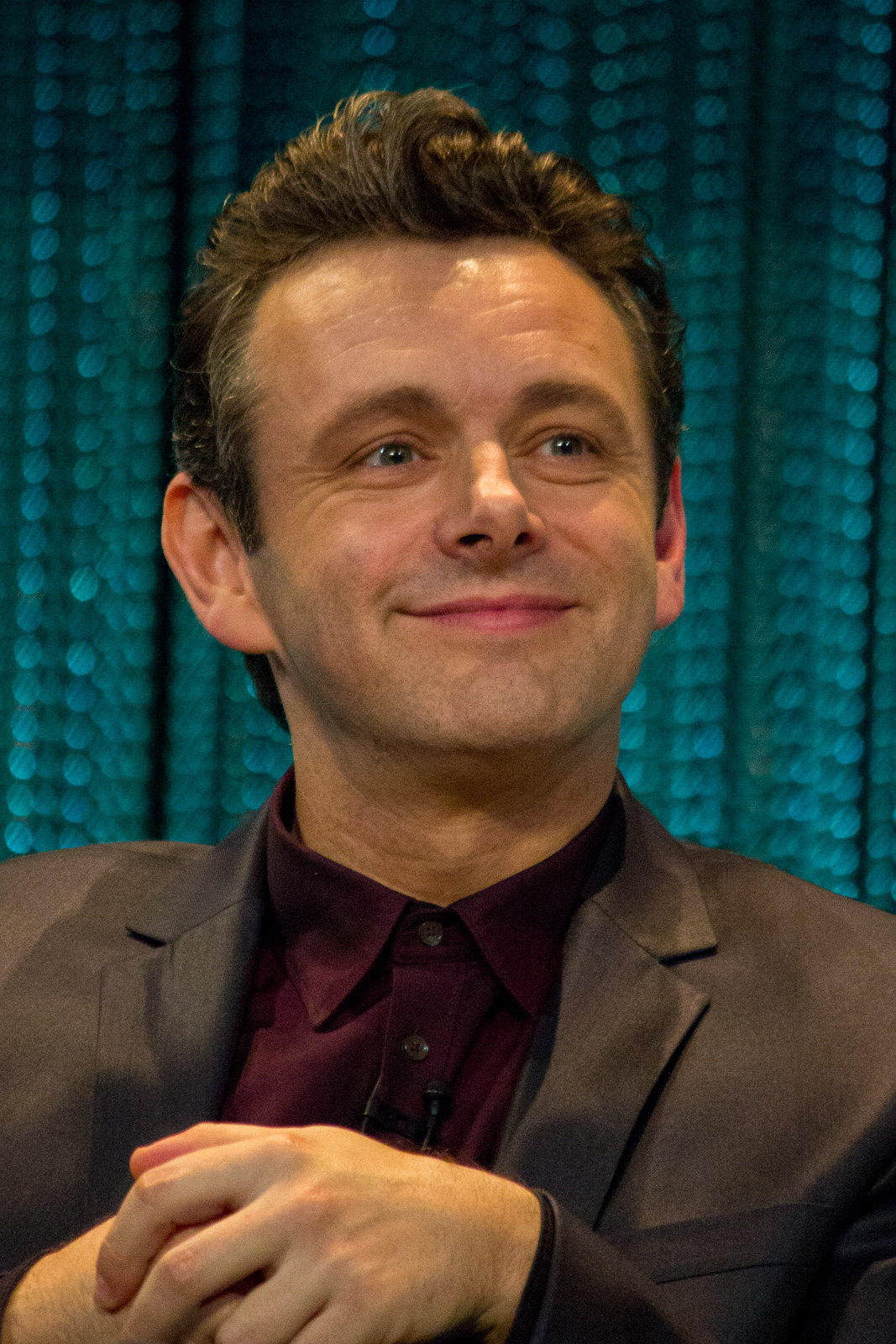
Michael Sheen interpreta William Masters
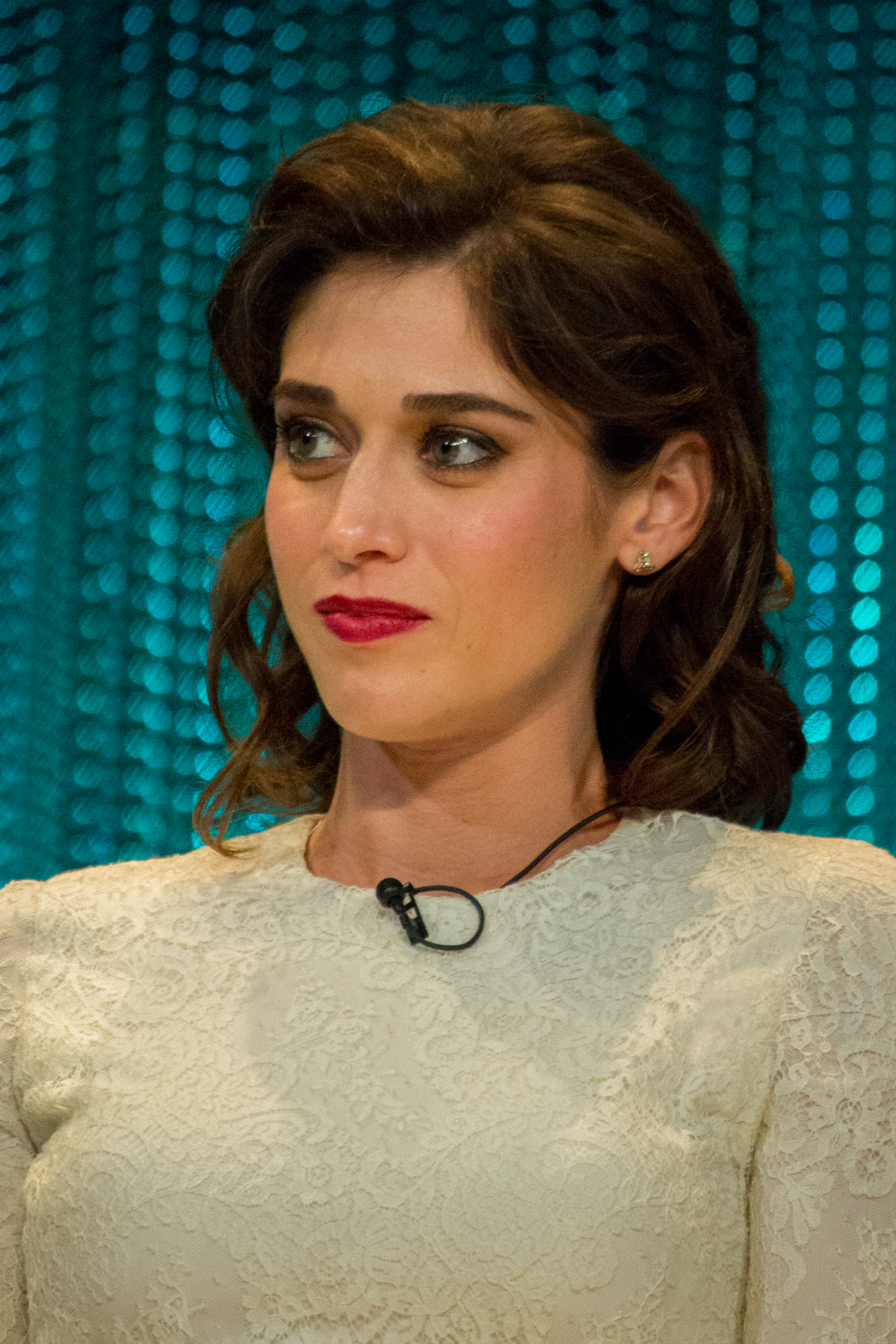
Lizzy Caplan interpreta Virginia Johnson
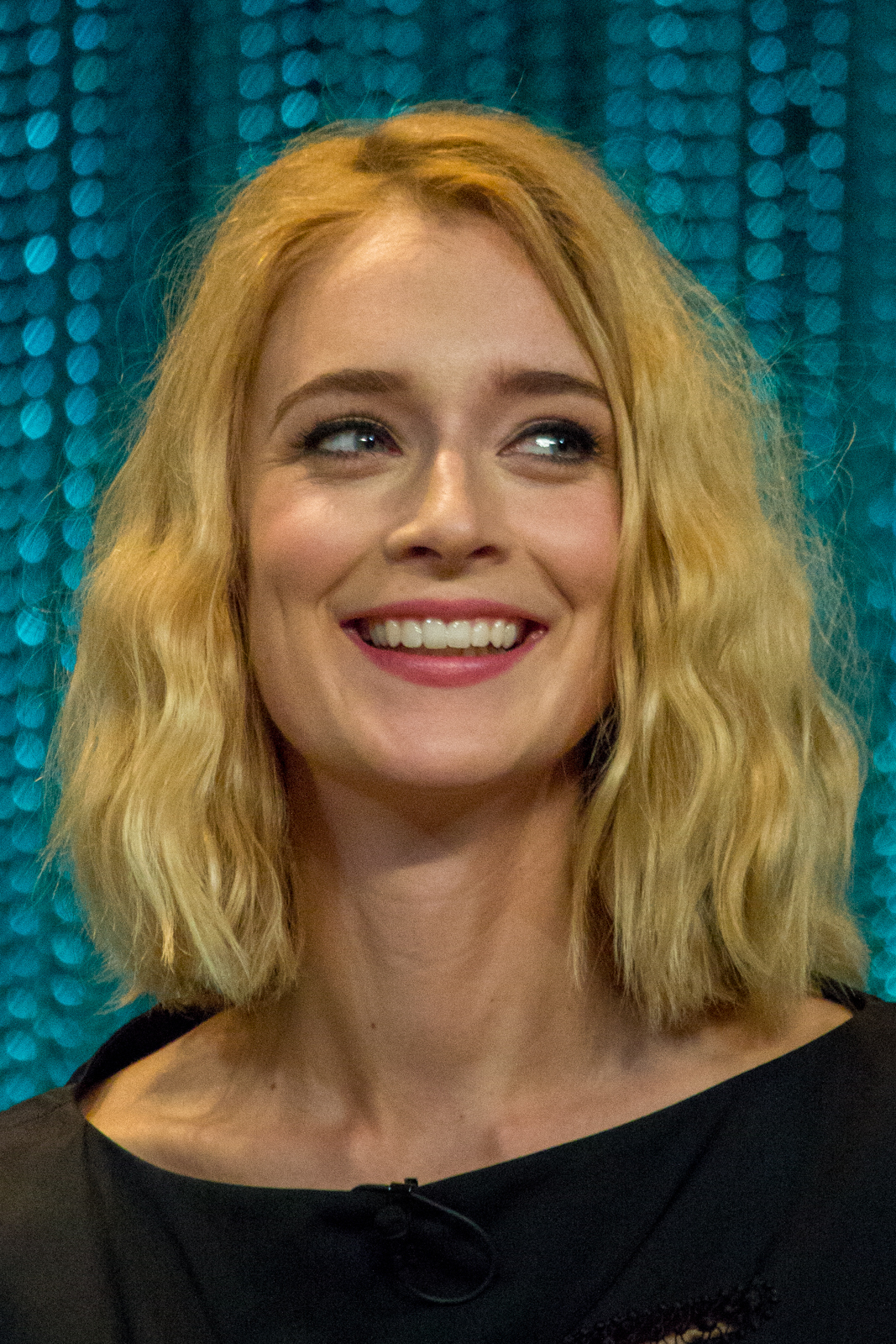
Caitlin Fitzgerald interpreta Libby Masters
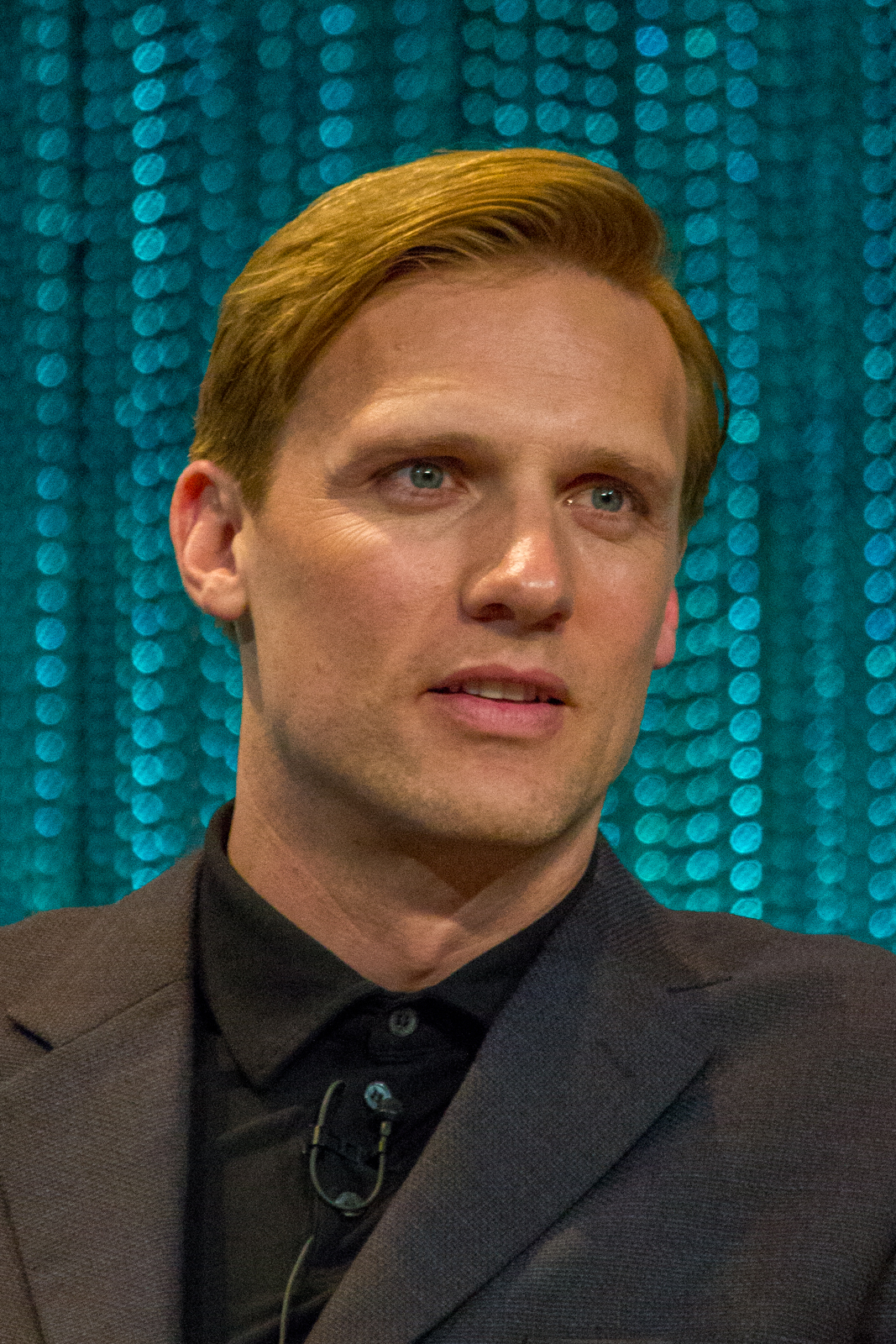
Teddy Sears interpreta Austin Langham
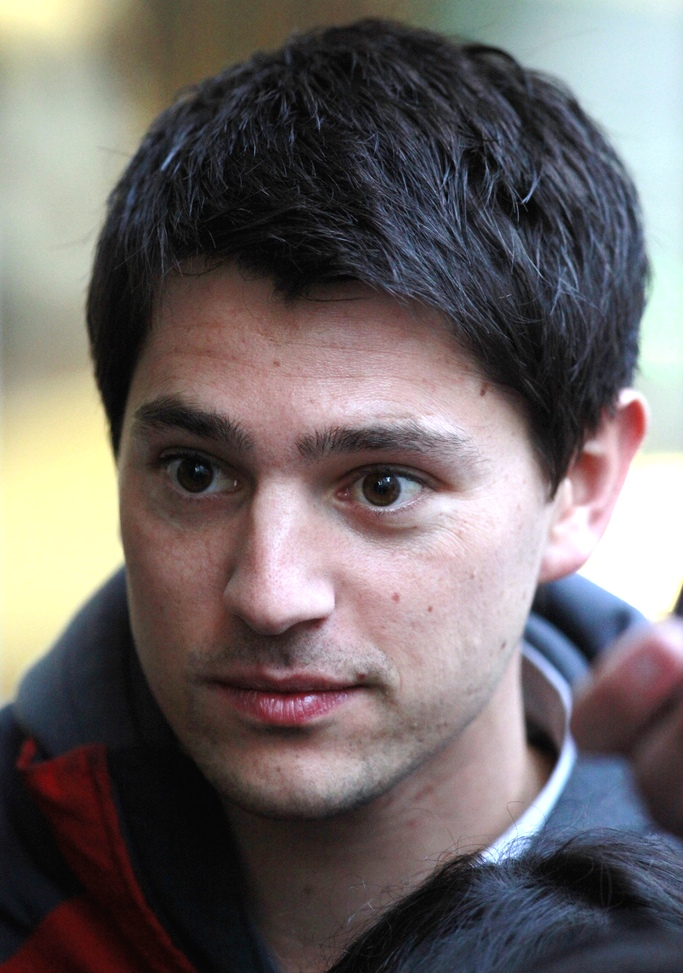
Nicholas D'Agosto interpreta Ethan Haas
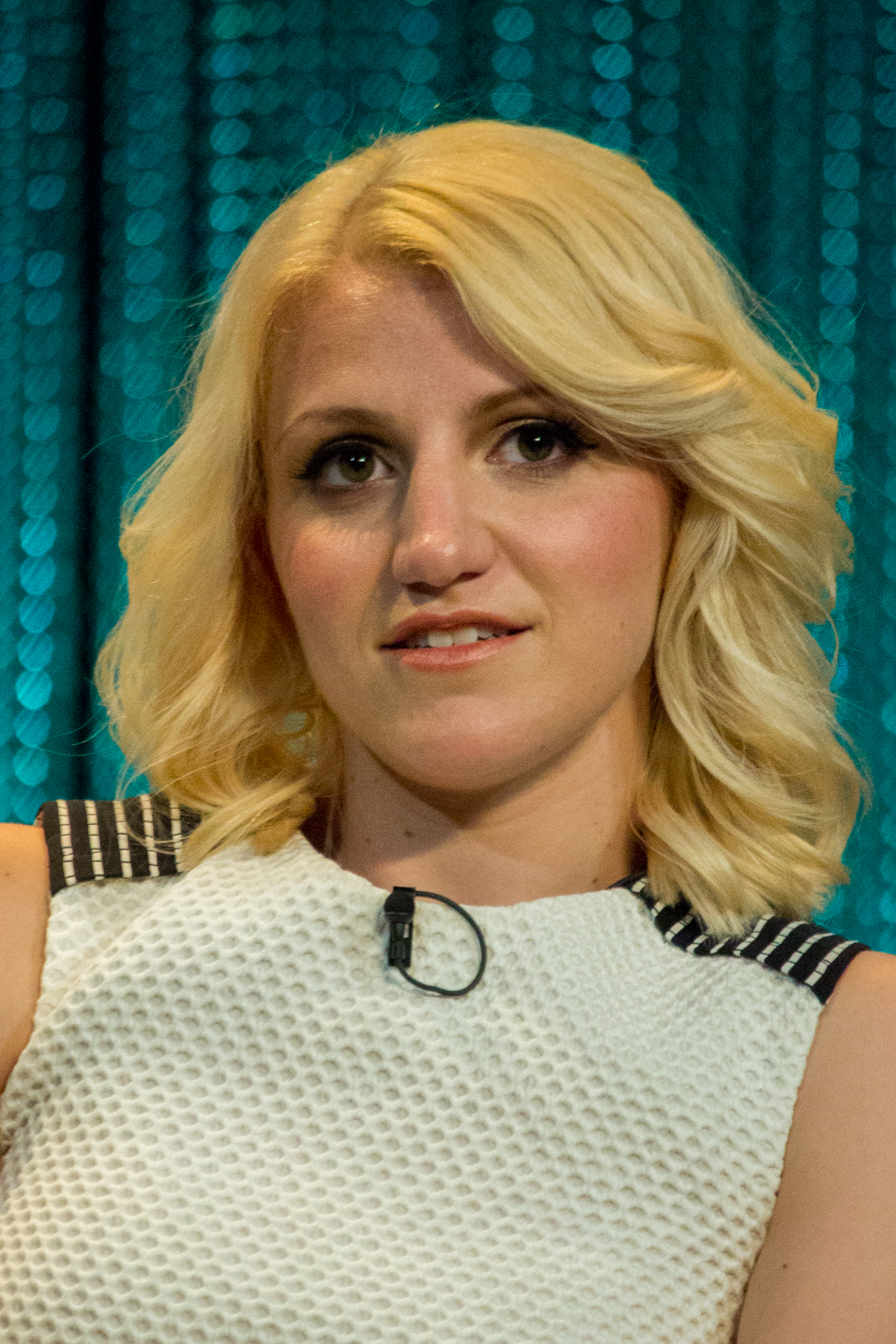
Annaleigh Ashford interpreta Betty Dimello

### Personaggi secondari
- Barton Scully (stagioni 1-4), interpretato da Beau Bridges e doppiato da Paolo Buglioni.
Accademico e amico di lunga data di Masters.
- Margaret Scully (stagioni 1-3), interpretata da Allison Janney e doppiata da Aurora Cancian.
Moglie di Barton.
- Vivian Scully (stagioni 1-2), interpretata da Rose McIver e doppiata da Lucrezia Marricchi.
Figlia di Barton e Margaret.
- Jane Martin (stagioni 1-3), interpretato da Heléne Yorke e doppiata da Michela Alborghetti.
Segretaria dell'ospedale dove lavora Masters e partecipante al suo studio sul sesso.
- Lester Linden (stagioni 1-4), interpretato da Kevin Christy e doppiato da Gianluca Machelli.
Archivista dell'operato di Bill e Virginia.
- Dr. Lillian DePaul (stagioni 1-2), interpretata da Julianne Nicholson e doppiata da Alessandra Cassioli.
Medico del dipartimento di ostetricia dell'ospedale della Washington University.
- Estabrooks "Essie" Masters (stagioni 1-2), interpretata da Ann Dowd e doppiata da Lorenza Biella.
Madre di Bill.
- George Johnson (stagioni 1-3), interpretato da Mather Zickel.
Ex marito di Virginia e padre dei suoi figli.
- Henry Johnson (stagioni 1-3), interpretato da Cole Sand (stagioni 1-2) e da Noah Robbins (stagione 3).
Figlio di Virginia e George.
- Tessa Johnson (stagioni 1-4), interpretata da Kayla Madison (stagioni 1-2) e da Isabelle Fuhrman (stagioni 3-4)
Figlia di Virginia e George.
- Gene Moretti (stagioni 1-2), interpretata da Greg Grunberg.
Marito di Betty.
- Dale (stagione 1), interpretato da Finn Wittrock e doppiato da Alessandro Budroni.
Prostituto che ha una breve relazione con Barton.
- Barbara Sanderson (stagione 2), interpretata da Betsy Brandt.
Nuova segretaria di Bill e in seguito paziente nella sua clinica.
- Francis "Frank" Masters Jr. (stagione 2), interpretato da Christian Borle.
Fratello di Bill.
- Coral Franklin (stagione 2), interpretata da Keke Palmer.
Tata afroamericana dei Masters.
- Robert Franklin (stagione 2), interpretato da Jocko Sims.
Fratello di Coral e amante di Libby.
- Helen (stagioni 2-4), interpretata da Sarah Silverman.
Amante e poi compagna di Betty.
- Dr. Charles Hendricks (stagione 2), interpretato da Courtney B. Vance
Direttore del St. Louis Hospital, ospedale afroamericano che cerca integrazione.
- Dr. Douglas Greathouse (stagione 2), interpretato da Danny Huston e doppiato da Massimo Corvo.
Primario del reparto di ostetricia.
- Flo Packer (stagione 2), interpretata da Artemis Pebdani.
Impiegata di una fabbrica di pillole dimagranti.
- Shep Tally (stagione 2), interpretato da Adam Arkin.
Esperto di pubbliche relazioni che filma l'operato di Bill e Virginia.
- Daniel Logan (stagione 3), interpretato da Josh Charles.
Magnate di profumi innamoratosi di Virginia.
- Nora Everett (stagione 3), interpretata da Emily Kinney.
Ex vicina di casa di Bill e volontaria per lo studio sul surrogato di maternità.
- Paul Edley (stagione 3), interpretato da Ben Koldyke.
Nuovo vicino di casa dei Masters.
- Ronald Sturgis (stagione 3), interpretato da Colin Woodell.
Amico di Tessa.
- Dr. Art Dreesen (stagione 4), interpretato da Jeremy Strong.
Psicologo che intraprende una partnership con Bill e Virginia riguardo ai loro studi.
- Dr. Nancy Leveau (stagione 4), interpretata da Betty Gilpin.
Medico e moglie di Art che aiuta il marito nelle sue ricerche al fianco di Bill e Virginia.
- Louise Bell (stagione 4), interpretata da Niecy Nash.
Capo degli Alcolisti Anonimi.
- Dody Oliver (stagione 4), interpretata da Kelli O'Hara.
Vecchia fiamma di Bill che in passato aveva rifiutato la sua proposta di matrimonio.

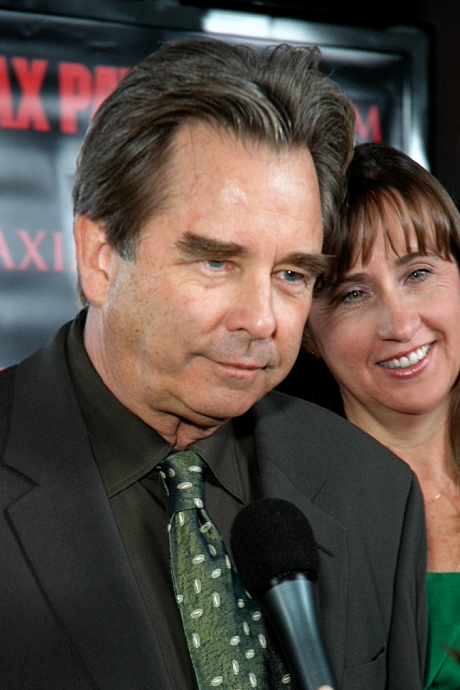
Beau Bridges interpreta Barton Scully.
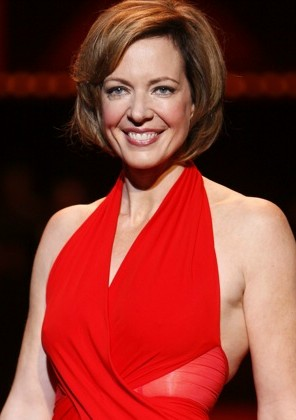
Allison Janney interpreta Margaret Scully.
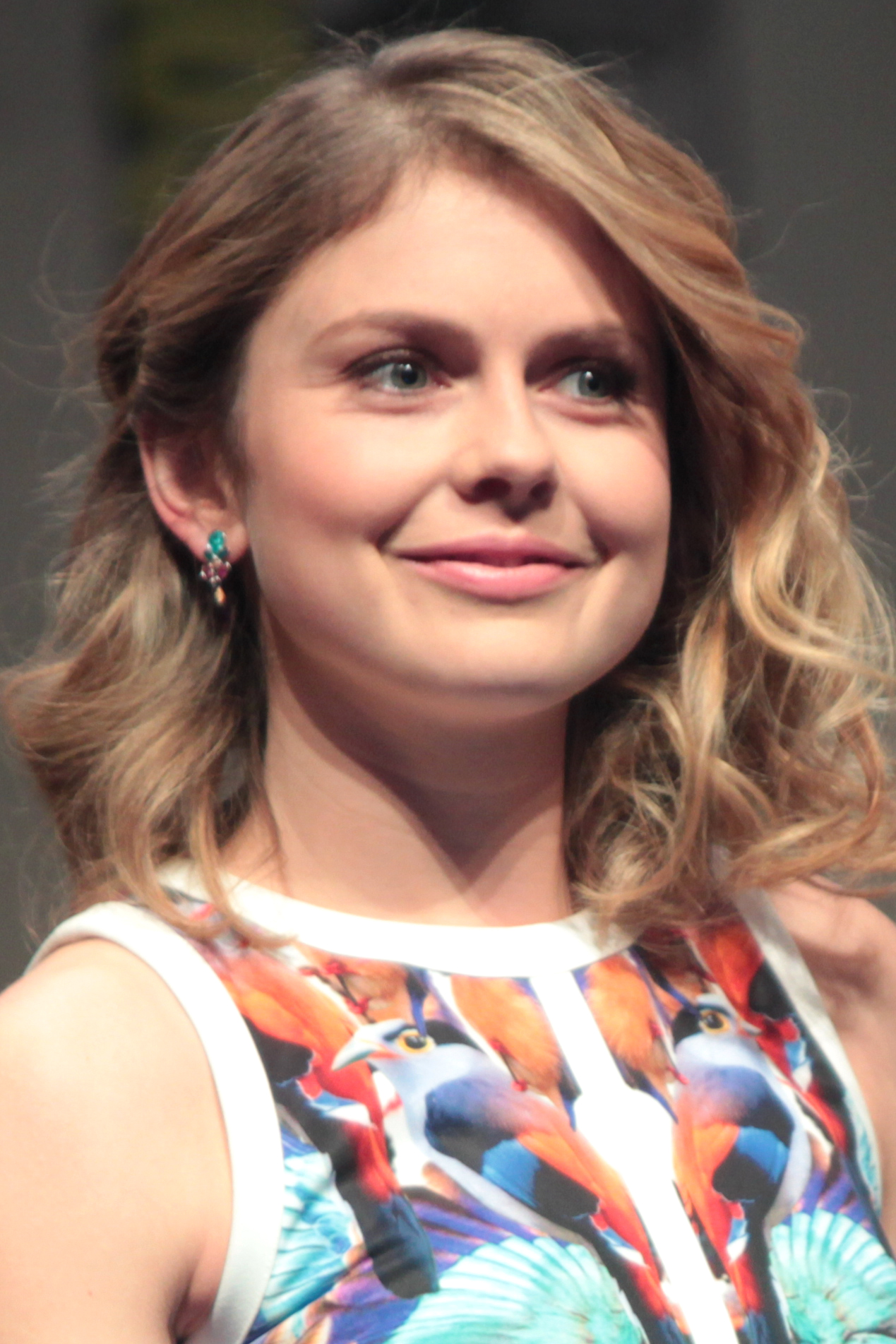
Rose McIver interpreta Vivian Scully.
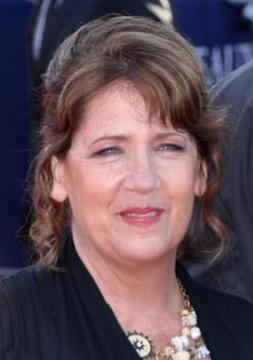
Ann Dowd interpreta Estabrooks Masters.
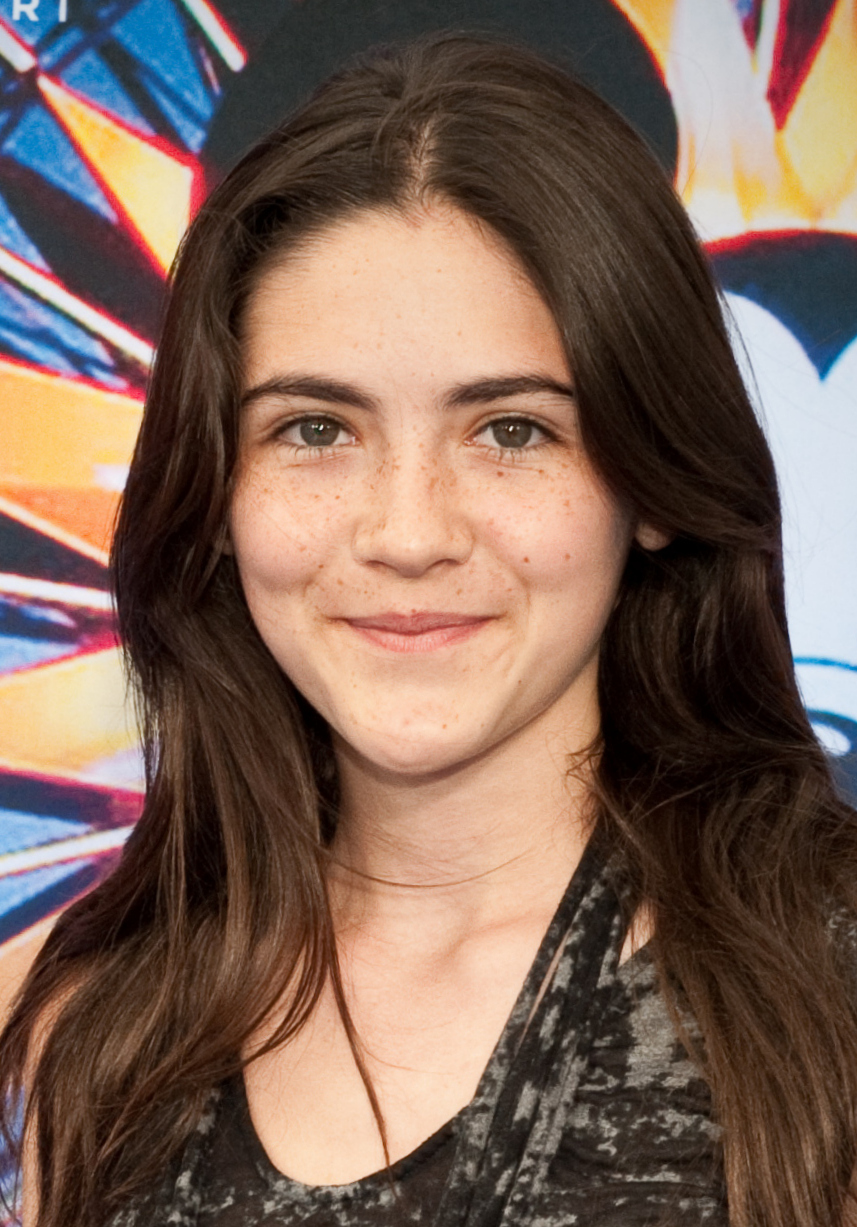
Isabelle Fuhrman interpreta Tessa Johnson (st. 3).
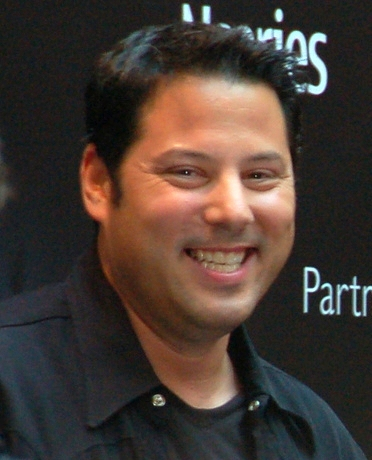
Greg Grunberg interpreta Gene Moretti.
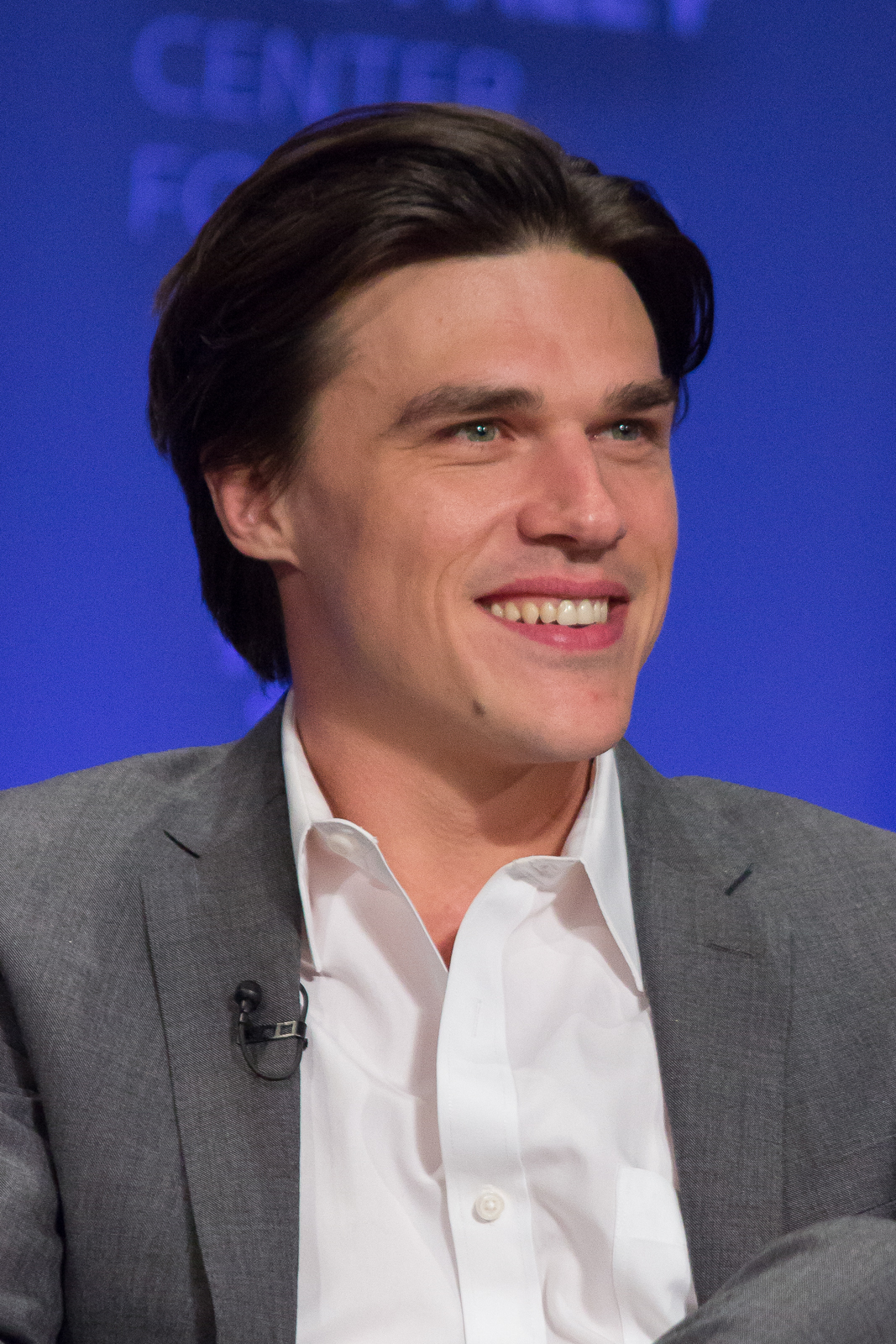
Finn Wittrock interpreta Dale.
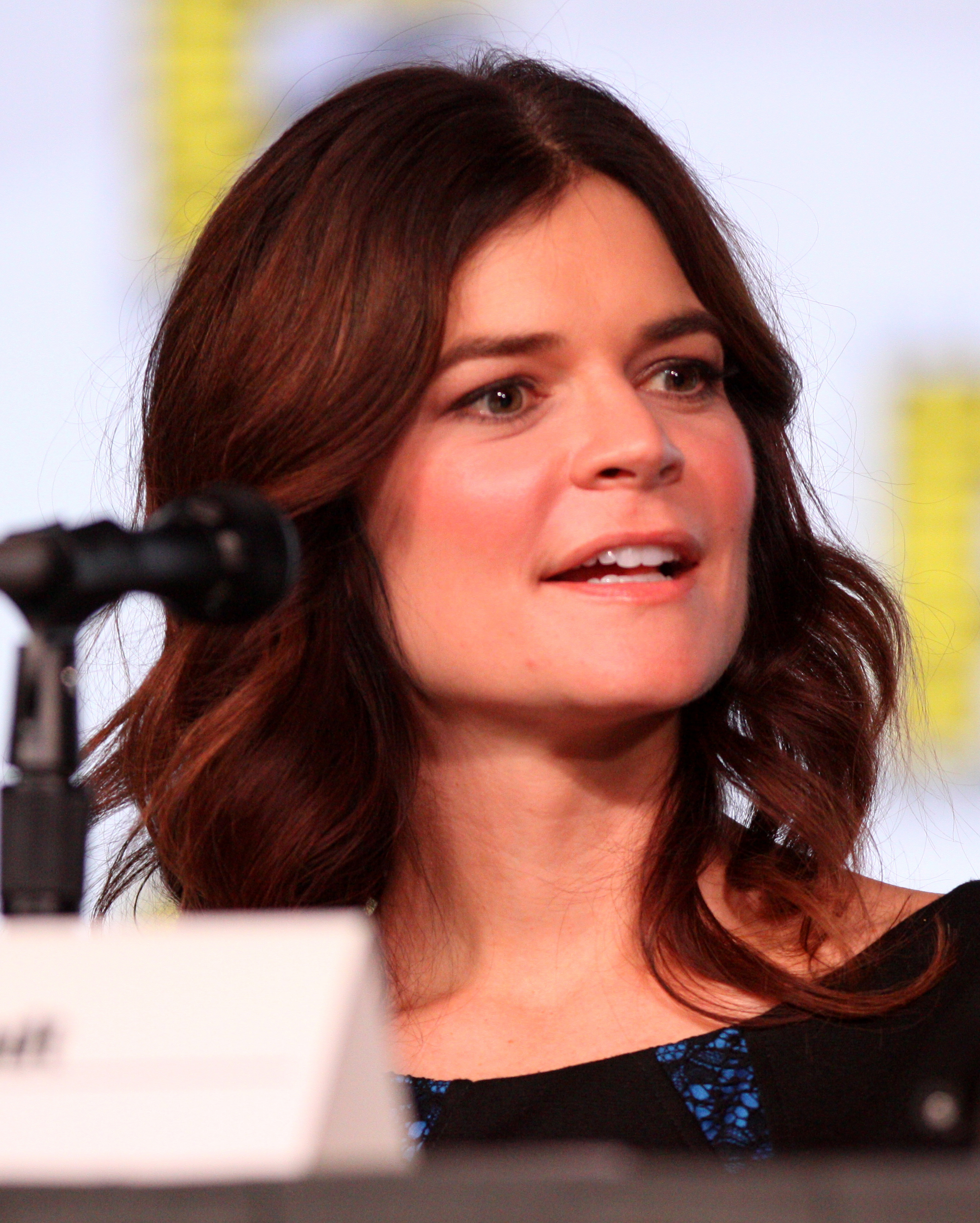
Betsy Brandt interpreta Barbara Sanderson.
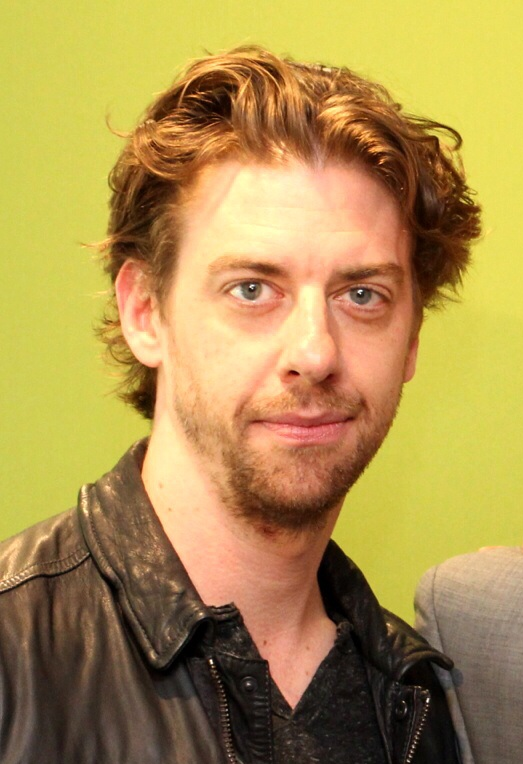
Christian Borle interpreta Francis "Frank" Masters Jr.
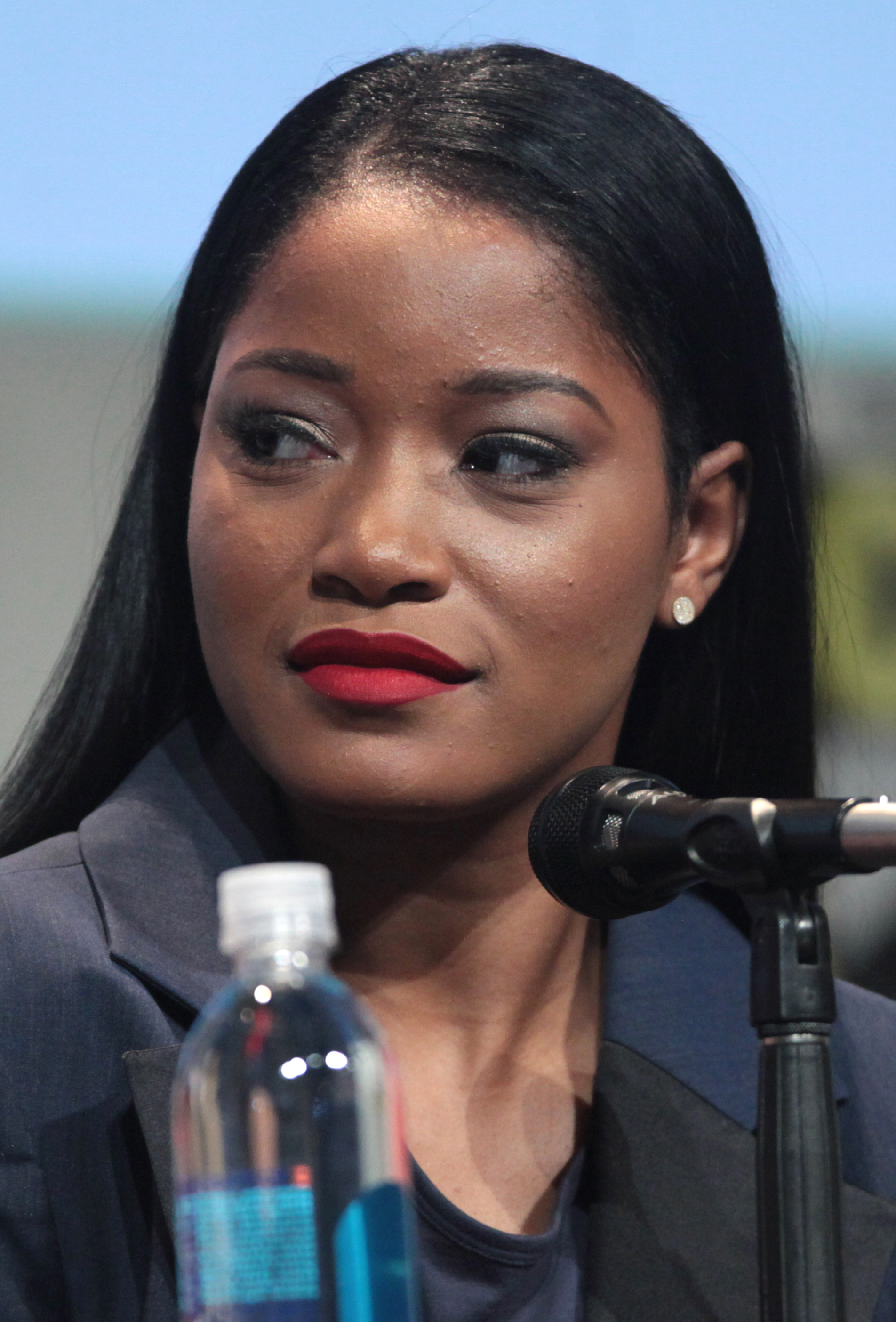
Keke Palmer interpreta Coral Franklin.
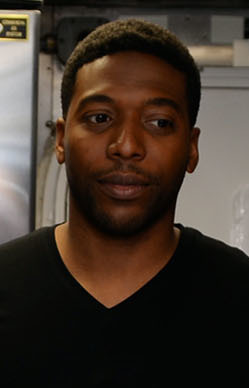
Jocko Sims interpreta Robert Franklin.
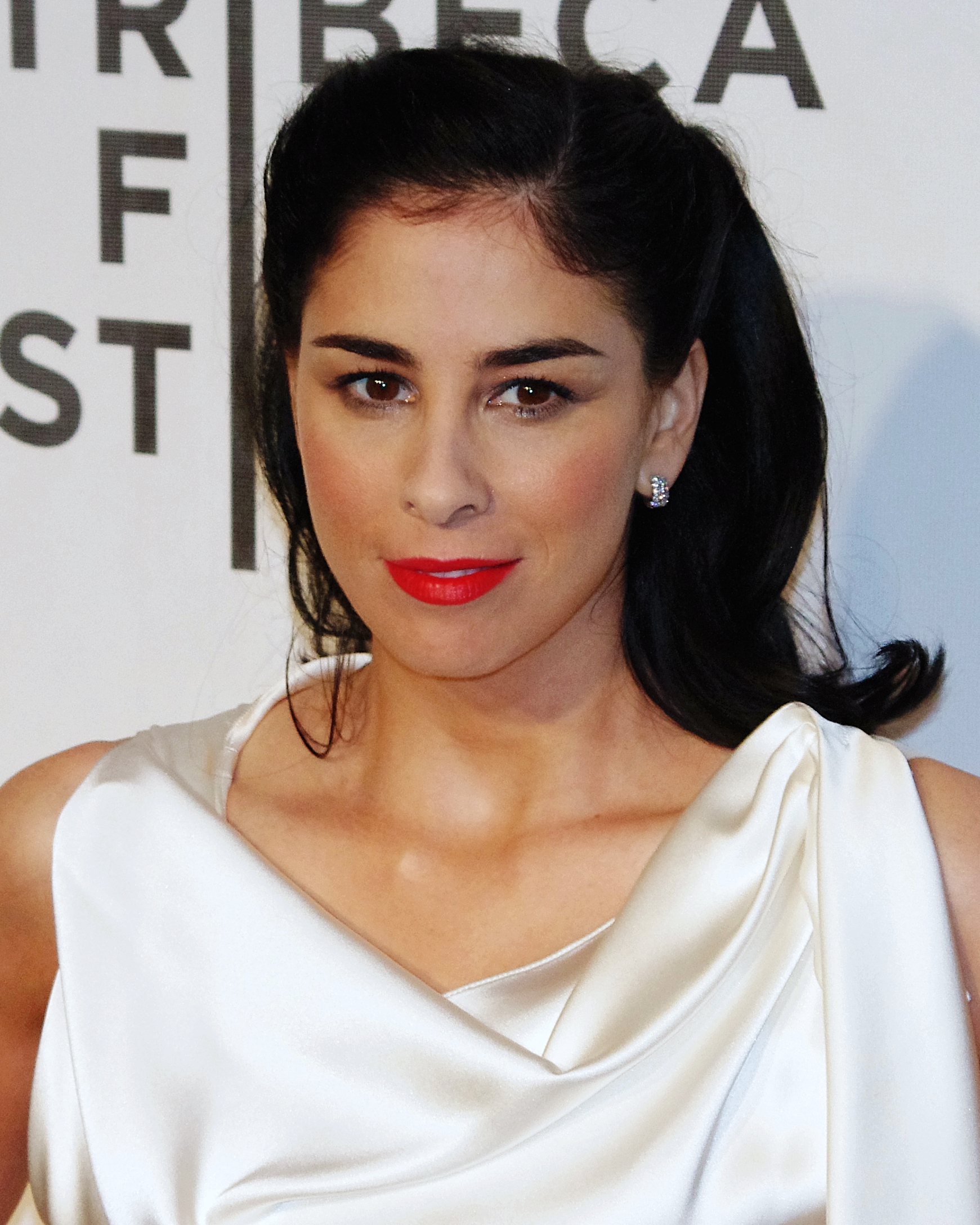
Sarah Silverman interpreta Helen.
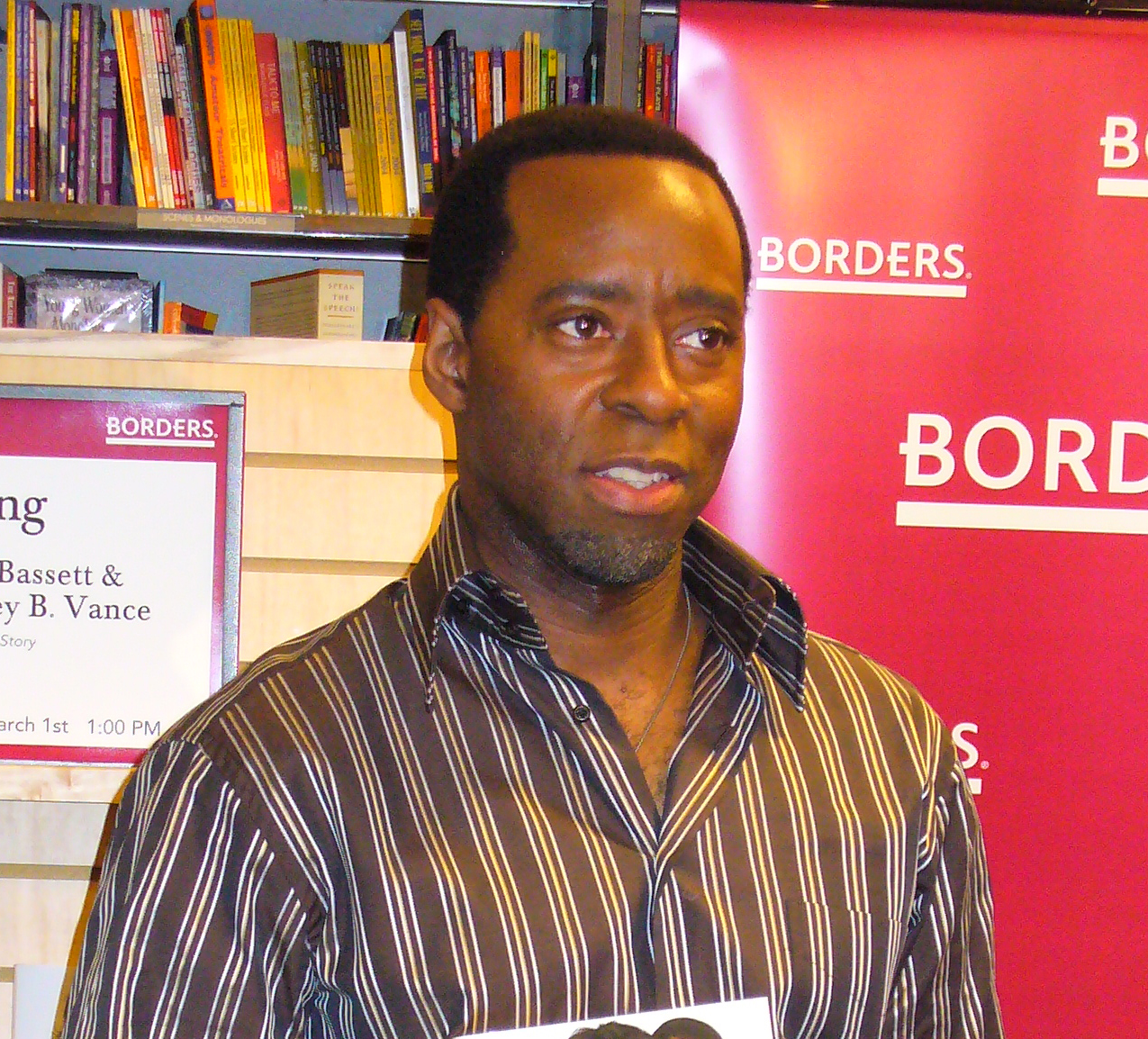
Courtney B. Vance interpreta il Dr. Charles Hendricks.
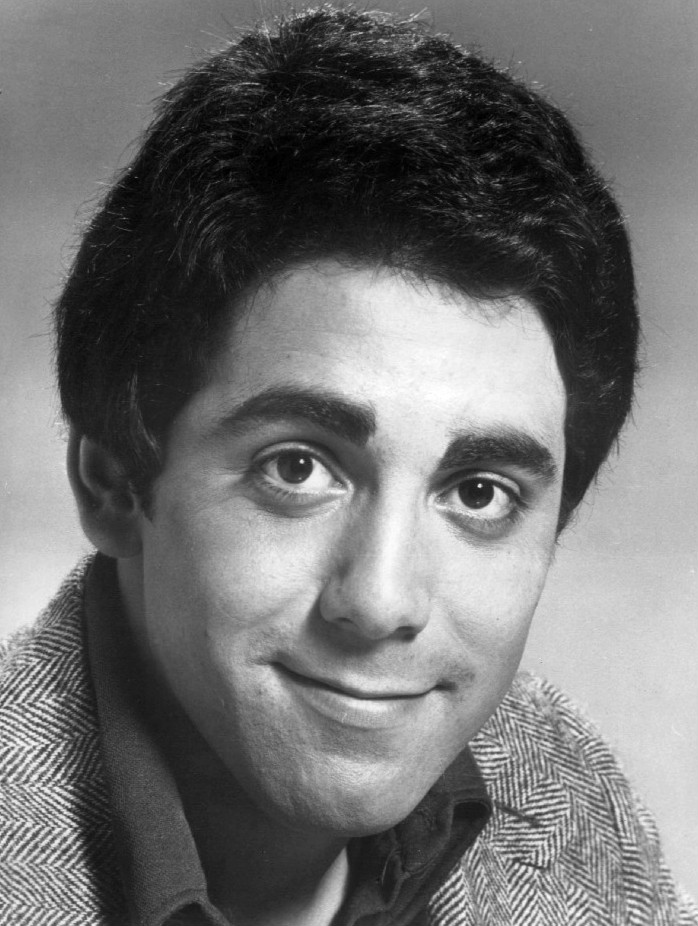
Adam Arkin interpreta Shep Tally.
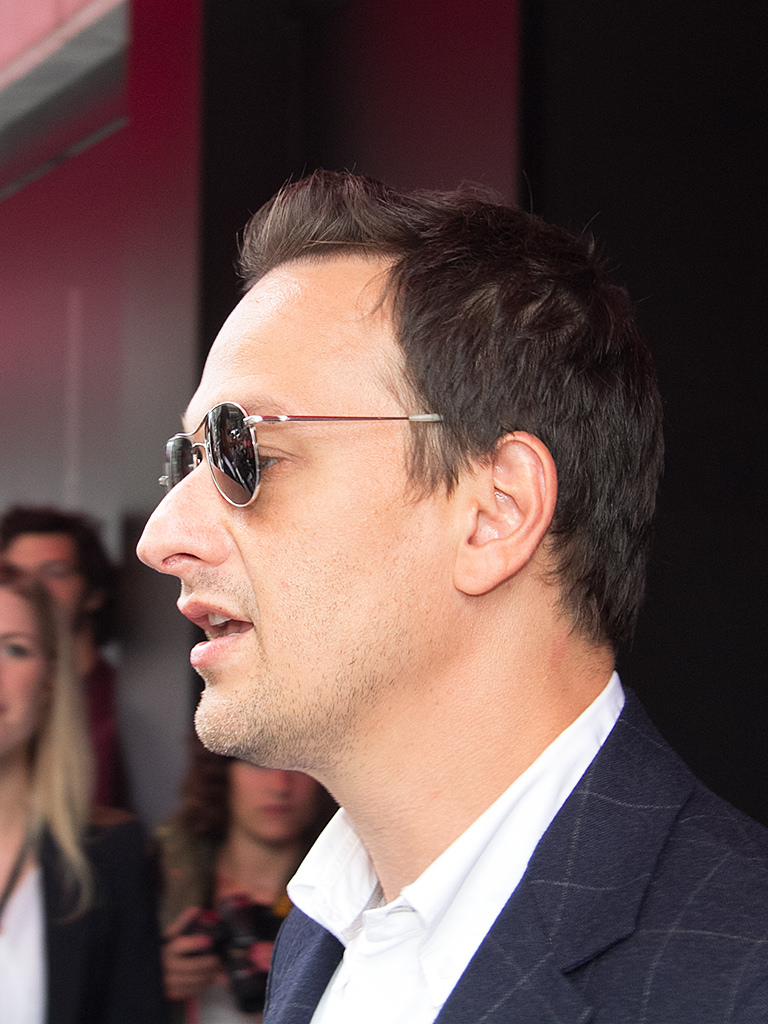
Josh Charles interpreta Daniel Logan.
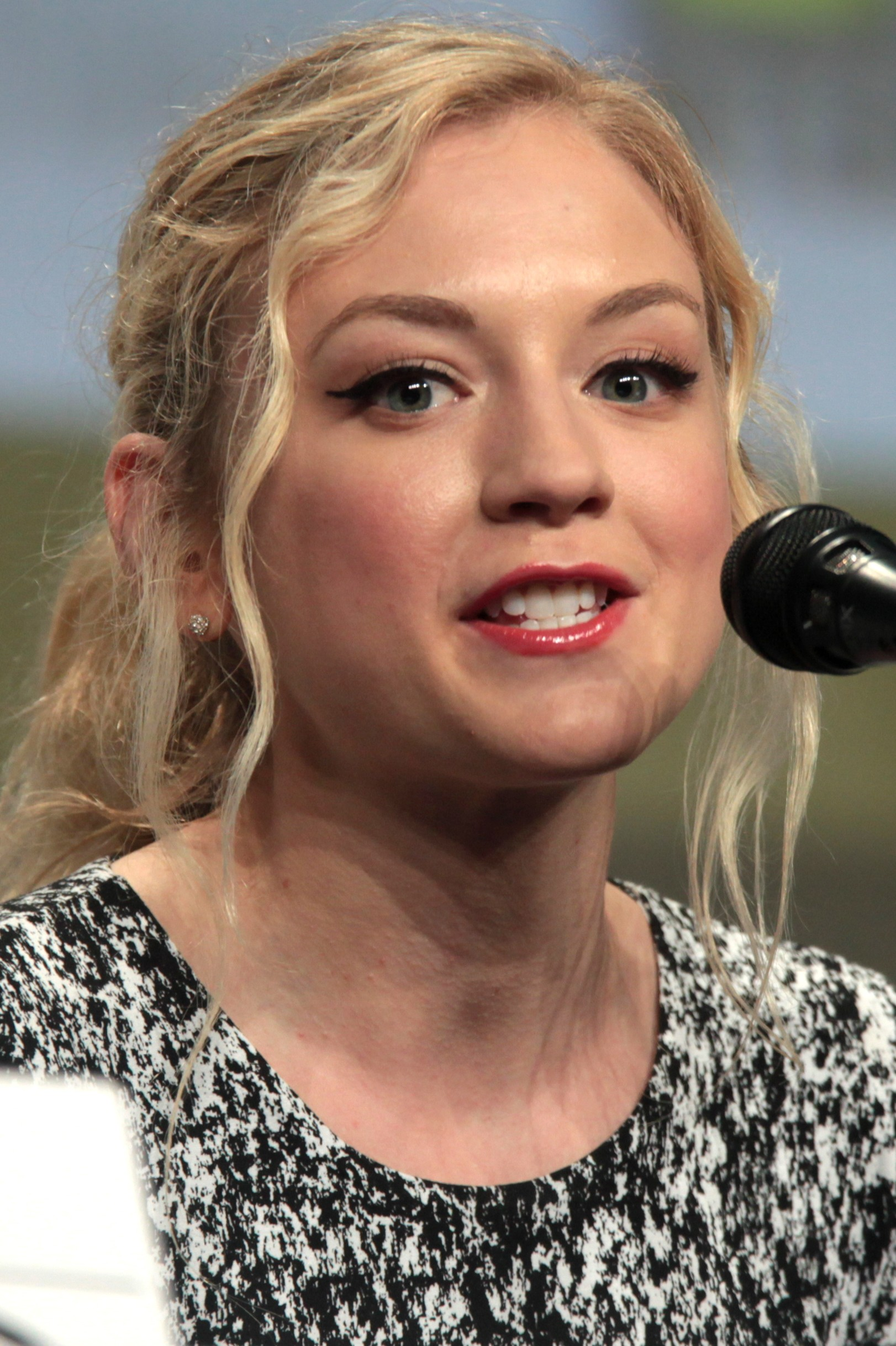
Emily Kinney interpreta Nora Everett.
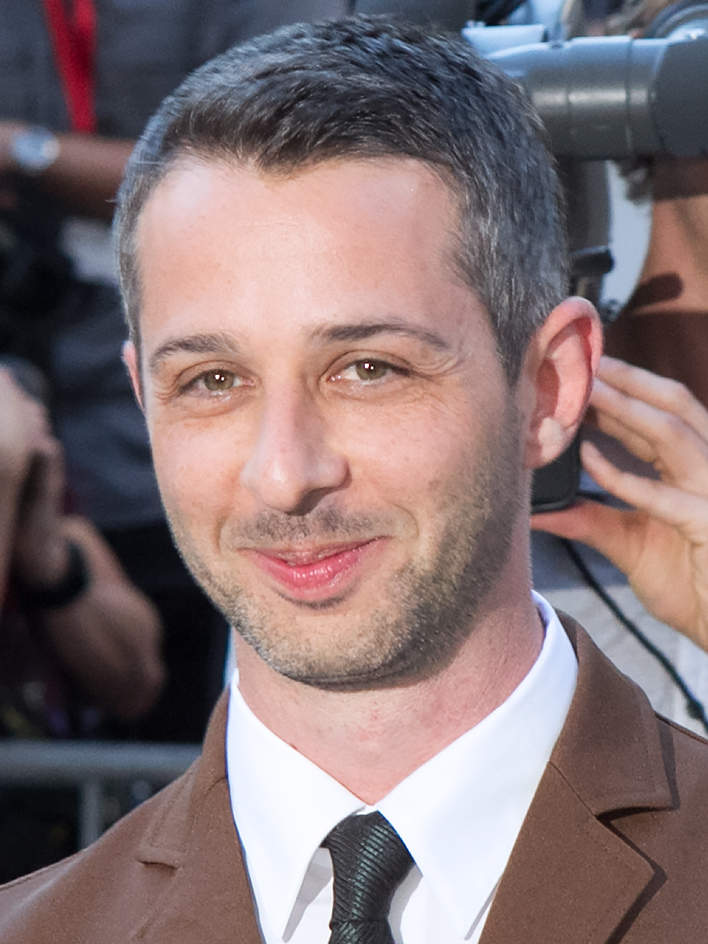
Jeremy Strong interpreta Art Dreesen
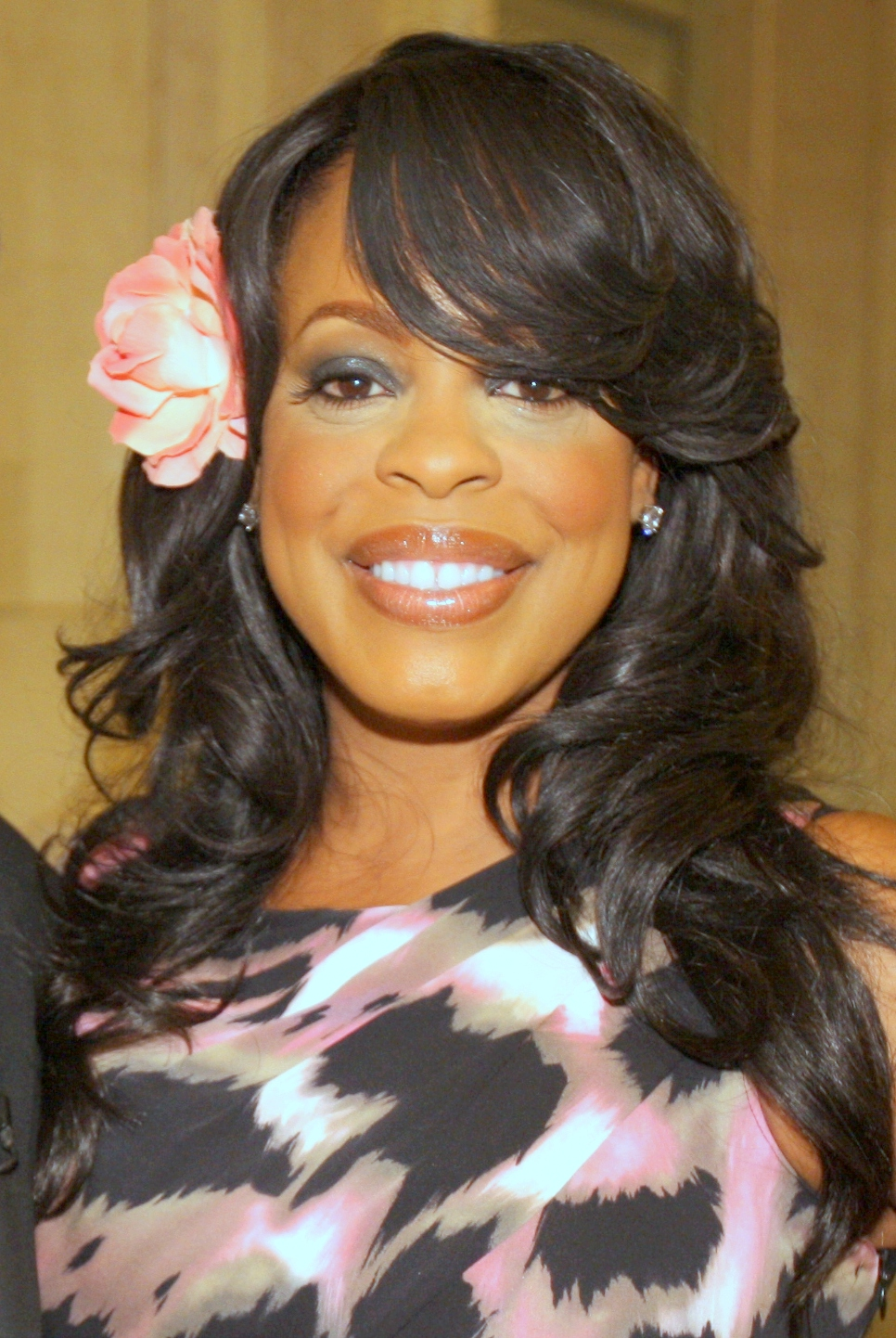
Niecy Nash interpreta Louise Bell
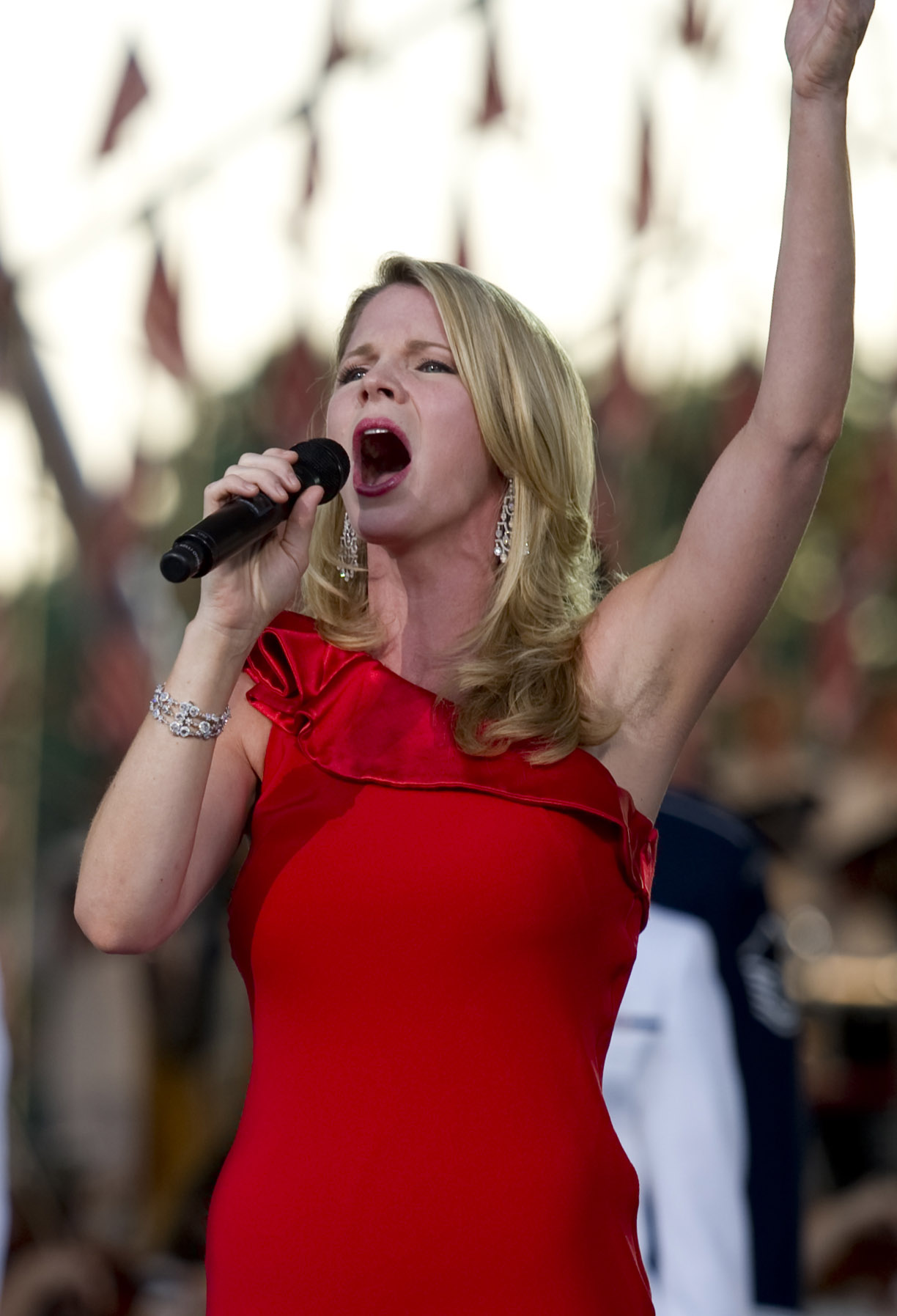
Kelli O'Hara interpreta Dody Oliver

## Produzione
Nel mese di agosto 2011 il network Showtime ha ordinato ufficialmente l'episodio pilota, scritto e prodotto da Michelle Ashford, e diretto da John Madden. Nel febbraio 2012 vengono annunciati i protagonisti della serie, Michael Sheen e Lizzy Caplan, che interpretano rispettivamente William Masters e Virginia Johnson. Per il ruolo di Masters era stato inizialmente scelto Paul Bettany, che ha poi abbandonato il progetto.
Nel giugno 2012 Showtime ha ordinato un'intera stagione della serie, composta da 12 episodi. A dicembre 2012 è stato diffuso un primo trailer della serie, affiancato a quello di un'altra serie TV di Showtime, Ray Donovan; entrambe sono state trasmesse nel corso del 2013.
Il 22 ottobre 2013 la serie è stata rinnovata per una seconda stagione, anch'essa composta da 12 episodi. In data 20 agosto 2014, Showtime ha rinnovato la serie per una terza stagione, stabilendo un egual numero di episodi rispetto alle precedenti.. L'11 agosto 2015 arriva la conferma anche della quarta stagione, riducendo il numero degli episodi di questa a 10.
Il 30 novembre 2016, Showtime ha cancellato la serie dopo quattro stagioni, a causa del notevole calo di ascolti.

## Distribuzione
Masters of Sex ha fatto il suo esordio il 29 settembre 2013 sull'emittente televisiva statunitense Showtime, venendo trasmessa in contemporanea anche in Canada su The Movie Network. Nel mese di ottobre, la serie viene distribuita in Australia da SBS, in Irlanda da RTÈ2, in Regno Unito da Channel 4 e in Nuova Zelanda da SoHo.
In Italia, la programmazione è stata affidata a Sky Atlantic, canale a pagamento della piattaforma Sky, a partire dal 9 giugno 2014.

## Riconoscimenti
- 2013 – Critics' Choice Television Award
  - Nuove serie tv più promettenti
- 2013 – Writers Guild of America Award
  - Nomination Miglior nuova serie televisiva
  - Nomination Miglior episodio di una serie drammatica a Michelle Ashford (per l'episodio Pilot)
- 2013 – American Film Institute Awards
  - Migliori programmi televisivi dell'anno
- 2014 – Golden Globe
  - Nomination Miglior serie drammatica
  - Nomination Miglior attore in una serie drammatica a Michael Sheen
- 2014 – Premi Emmy
  - Miglior attrice guest star in una serie televisiva drammatica a Allison Janney
  - Nomination Miglior attrice protagonista in una serie televisiva drammatica a Lizzy Caplan
  - Nomination Miglior attore guest star in una serie televisiva drammatica a Beau Bridges
  - Nomination Miglior direzione artistica per una serie in costume single-camera, miniserie o film
  - Nomination Miglior design di una sigla
- 2015 – Premi Emmy
  - Nomination Miglior attrice guest star in una serie televisiva drammatica a Allison Janney
  - Nomination Miglior attore guest star in una serie televisiva drammatica a Beau Bridges
  - Nomination Miglior scenografia per una serie in costume